# Stijn Devolder

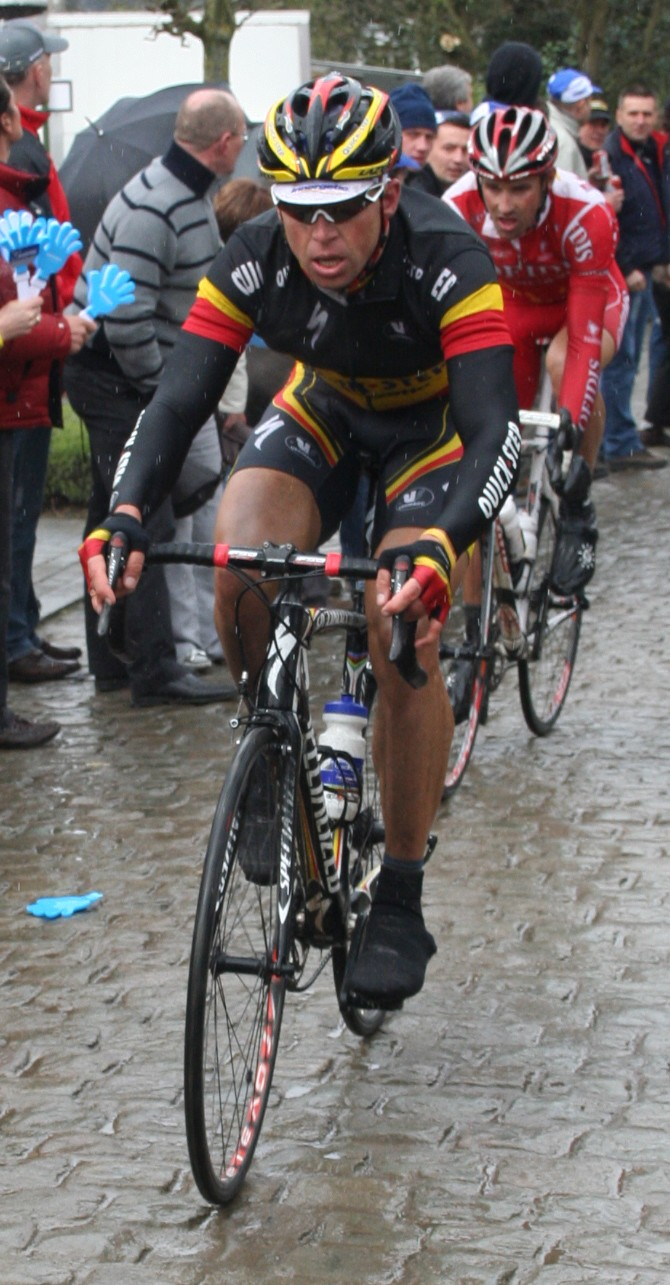
Stijn Devolder op de Kwaremont in de Ronde van Vlaanderen 2008

Stijn Devolder (Kortrijk, 29 augustus 1979) is een voormalig Belgisch wielrenner die het laatst, anno 2019, reed voor Corendon-Circus. Devolder was zowel een klassiekerrenner als een tijdrijder. In de begindagen van zijn carrière stond hij daarnaast ook bekend als een begenadigd ronderenner.

## Carrière
Devolder begon zijn wielercarrière bij de Kortrijkse Groeninge Spurters. Na een stage bij de Mapei-wielerploeg, belandde hij bij Vlaanderen-T-Interim. In 2004 sloot hij aan bij US Postal, later Discovery Channel. Vanaf het seizoen 2008 reed hij voor Quick·Step-Innergetic.
Zijn grootste successen boekte Devolder in eendagswedstrijden. Op het BK Wielrennen van 2007 in Ronse kwam Devolder als eerste over de meet voor Tom Boonen en Philippe Gilbert en in de tricolore trui won hij op 6 april 2008 de Ronde van Vlaanderen. Op 15 augustus 2008 veroverde hij ook de nationale titel in het tijdrijden.
Als ronderenner liet Devolder zich opmerken door een elfde plaats (na het ontnemen van de resultaten van Tom Danielson klom hij zelfs naar de tiende positie) in de Ronde van Spanje van 2006, een derde plaats in de Ronde van Zwitserland van 2007 en overwinningen in het eindklassement van de Ronde van Oostenrijk 2007 en de Ronde van de Algarve. In de Ronde van Spanje 2007 droeg hij één dag de gouden leiderstrui. In 2008 startte hij voor het eerst in de Ronde van Frankrijk. Hij had zich tot doel gesteld een top 10-plaats in het eindklassement te behalen, maar stond in de 15de rit helemaal geparkeerd op de flanken van de Agnelpas en moest daarom opgeven.
In 2009 won hij voor de tweede keer de Ronde van Vlaanderen, een jaar na zijn eerste overwinning. Op 27 juni 2010 won Devolder het BK Wielrennen van 2010 in Leuven voor Philippe Gilbert en Frederik Veuchelen. Op 15 augustus 2010 won hij ook het Belgisch kampioenschap tijdrijden en was hiermee de eerste renner die beide nationale kampioenschappen in hetzelfde jaar won.
In 2011 en 2012 reed Devolder in het shirt van het Nederlandse Vacansoleil-DCM. Zijn verblijf bij deze ploeg liep uit op een teleurstelling, hij wist geen goede klasseringen in de klassiekers te behalen. Hij reed zich evenwel in de kijker tijdens Dwars door Vlaanderen 2011, waar hij na twee verschroeiende demarrages even op weg leek naar een solozege, maar uiteindelijk toch niet wist weg te rijden van een ontketend peloton. Hij zou uiteindelijk op plek 38 eindigen. Zijn enige overwinning voor Vancansoleil was de GP Paul Borremans in 2011.
Op 14 september 2012 werd bekend dat Stijn Devolder in 2013 ging fietsen voor RadioShack-Nissan-Trek. Daar kwam hij zijn oude ploegleiders Dirk Demol en Johan Bruyneel weer tegen. Op 23 juni 2013 behaalde hij in La Roche-en-Ardenne zijn derde Belgische kampioenentitel.
Op 4 november 2019 kondigde Devolder het einde van zijn carrière aan.

## Palmares

### Overwinningen
1999 - 2 zeges
5e en 6e etappe Ronde van Navarra
2000 - 3 zeges
GP Waregem
2e etappe B Triptyque des Monts et Châteaux (ITT)
Eindklassement Triptyque des Monts et Châteaux
2001 - 3 zeges
Vlaamse Pijl
GP Waregem
Zesbergenprijs Harelbeke
2004 - 1 zege
4e etappe Vierdaagse van Duinkerke
2005 - 1 zege
Eindklassement Driedaagse van De Panne-Koksijde
2006 - 1 zege
3e etappe A Ronde van België (ITT)
2007 - 4 zeges
3e etappe B Driedaagse van De Panne-Koksijde (ITT)
 Belgisch kampioenschap, wegwedstrijd
7e etappe Ronde van Oostenrijk (ITT)
Eindklassement Ronde van Oostenrijk
2008 - 6 zeges
4e etappe Ronde van de Algarve (ITT)
Eindklassement Ronde van de Algarve
Ronde van Vlaanderen
4e etappe Ronde van België (ITT)
Eind- en bergklassement Ronde van België
 Belgisch kampioenschap, tijdrit
2009 - 1 zege
Ronde van Vlaanderen
2010 - 3 zeges
Eindklassement Ronde van België
 Belgisch kampioenschap, wegwedstrijd
 Belgisch kampioenschap, tijdrit
2013 - 1 zege
 Belgisch kampioenschap, wegwedstrijd

### Resultaten in voornaamste wedstrijden
| Jaar | Ronde van Italië | Ronde van Frankrijk | Ronde van Spanje |
| ---- | ---------------- | ------------------- | ---------------- |
| 2003 |                  |                     |                  |
| 2004 |                  |                     |                  |
| 2005 |                  |                     | 24e              |
| 2006 |                  |                     | 10e              |
| 2007 |                  |                     | opgave           |
| 2008 |                  | opgave              |                  |
| 2009 |                  | 83e                 | 85e              |
| 2010 |                  |                     |                  |
| 2011 |                  |                     | 154e             |
| 2012 |                  |                     |                  |
| 2013 |                  |                     |                  |
| 2014 |                  |                     |                  |
| 2015 |                  | 148e                |                  |
| 2016 |                  |                     |                  |
| 2017 |                  |                     |                  |
| 2018 |                  |                     |                  |
| 2019 |                  |                     |                  |

| Jaar | Milaan-San Remo | Gent-Wevelgem | Ronde van Vlaanderen | Parijs-Roubaix | Amstel Gold Race | Luik-Bast.‑Luik | Ronde van Lombardije | Parijs-Tours | E3 Harelbeke | Dwars door Vlaanderen |  | WK op de weg |  | Wereldranglijsten |
| ---- | --------------- | ------------- | -------------------- | -------------- | ---------------- | --------------- | -------------------- | ------------ | ------------ | --------------------- |  | ------------ |  | ----------------- |
| 2003 |                 |               | 53e                  |                |                  |                 |                      |              | ↑            |                       |  |              |  |                   |
| 2004 |                 |               | 21e                  | 91e            |                  |                 |                      | 30e          | 18e          | 34e                   |  |              |  |                   |
| 2005 | 61e             |               | 35e                  | opgave         |                  | 112e            | 42e                  | 13e          | 39e          | 81e                   |  | 57e          |  |                   |
| 2006 |                 | 94e           | opgave               |                | 64e              |                 | 61e                  | 28e          | 32e          | 41e                   |  | 66e          |  | 88e (UPT)         |
| 2007 |                 | 116e          | 43e                  | 18e            | 105e             | opgave          |                      |              | 13e          | 35e                   |  | opgave       |  | 61e (UPT)         |
| 2008 |                 | 63e           | ↑                    | 7e             |                  |                 |                      | 146e         | 9e           | 61e                   |  | opgave       |  | 7e (UPT)          |
| 2009 |                 |               | ↑                    | 55e            |                  |                 |                      |              | 6e           | 5e                    |  |              |  | 46e (UWK)         |
| 2010 |                 |               | 25e                  | 42e            |                  | 139e            |                      |              | 40e          | 80e                   |  |              |  |                   |
| 2011 |                 |               | 55e                  | 105e           | 69e              | opgave          | opgave               | opgave       | 50e          | 38e                   |  |              |  |                   |
| 2012 |                 |               | opgave               | 58e            |                  | 111e            |                      | 145e         | 45e          | 92e                   |  |              |  |                   |
| 2013 |                 |               | 58e                  | 54e            |                  |                 |                      |              | 29e          | 62e                   |  |              |  |                   |
| 2014 |                 | 61e           | 86e                  |                |                  |                 |                      | 103e         | 20e          | 51e                   |  |              |  |                   |
| 2015 |                 |               | 13e                  | opgave         |                  |                 |                      |              | 62e          |                       |  |              |  |                   |
| 2016 |                 |               | 94e                  | opgave         |                  |                 |                      |              | 49e          | 98e                   |  |              |  |                   |
| 2017 |                 |               | 109e                 |                |                  |                 |                      | 89e          | 44e          | 70e                   |  |              |  |                   |
| 2018 |                 | 67e           | opgave               | opgave         |                  |                 |                      | opgave       | 70e          |                       |  |              |  |                   |
| 2019 |                 | opgave        | 51e                  |                | 100e             |                 |                      |              |              |                       |  |              |  |                   |

## Ploegen
- 2001 –  Mapei-QuickStep (stagiair vanaf 1-9)
- 2002 –  Vlaanderen-T-Interim
- 2003 –  Vlaanderen-T-Interim
- 2004 –  US Postal Service presented by Berry Floor
- 2005 –  Discovery Channel Pro Cycling Team
- 2006 –  Discovery Channel Pro Cycling Team
- 2007 –  Discovery Channel Pro Cycling Team
- 2008 –  Quick Step
- 2009 –  Quick Step
- 2010 –  Quick Step
- 2011 –  Vacansoleil-DCM Pro Cycling Team
- 2012 –  Vacansoleil-DCM Pro Cycling Team
- 2013 –  RadioShack Leopard
- 2014 –  Trek Factory Racing
- 2015 –  Trek Factory Racing
- 2016 –  Trek-Segafredo
- 2017 –  Veranda's Willems-Crelan
- 2018 –  Veranda's Willems-Crelan
- 2019 –  Corendon-Circus

## Privéleven
Devolder en zijn vriendin Tamara Planckaert hebben samen twee kinderen.

## Ereburger
Op 2 april 2023 werd Stijn Devolder ereburger in zijn woonplaats Deerlijk.